# Eagle-Eye Cherry
Eagle-Eye Lanoo Cherry (Estocolmo, Suécia, 7 de maio de 1968) é um músico sueco-americano. É o filho do artista do jazz Don Cherry com uma sueca de Estocolmo.

## Começo
Nascido na Suécia em 1968, onde cresceu Eagle-eye e sua irmã Neneh Cherry passavam meses nas turnês com seu pai, o trompetista Don Cherry, adquirindo assim um estilo de vida nômade no mundo da música. Aos 12 anos de idade ele foi enviado a uma escola de Nova York, onde permaneceu e trabalhou como ator e baterista em varias bandas.

### Sucesso
Em 1993 ele estreou uma curta série de TV pela NBC conhecida como South Beach.Em 1996 ele retornou a Suécia para começar a compor as músicas de seu primeiro álbum, Desireless que se tornou um sucesso comercial durante todo o mundo durante 1998-1999. Eagle Eye também gravou uma música junto com Carlos Santana para o álbum 'Supernatural' do guitarrista.
Algumas de suas músicas mais famosas São: "Save Tonight", "Falling In Love Again", "Are You Still Having Fun", "Long Way Around" "Feels So Right, "Skull Tattoo" and "Don't Give Up".
Eagle Eye gravou seu quarto álbum de estúdio que foi lançando em 2008.
Em 2010, Eagle-Eye Cherry fez uma apresentação na casa do Big Brother Brasil 10, o reality show mais popular do Brasil.

## Discografia

### Álbuns de estúdio
- 1998 - Desireless
- 2000 - Living In The Present Future
- 2001 - Present/Future
- 2003 - Sub Rosa
- 2012 - Can’t Get Enough
- 2018 - Streets of You

### Ao vivo
- 2006 - Live and Kicking

## Singles
- "Save Tonight" - 1997
- "When Mermaids Cry" - 1998
- "Falling In Love Again" - 1998
- "Permanent Tears" - 1999
- "Promises Made" - 2000
- "Are You Still Having Fun?" - 2000
- "Long Way Around"- 2000
- "Feels So Right"- 2006
- "Skull Tattoo" - 2003
- "Don't Give Up" - 2003